# Fluorid siřičitý
Fluorid siřičitý je chemická sloučenina s vzorcem SF4. Jedná se o bezbarvý žíravý plyn, který při styku se vzdušnou vlhkostí uvolňuje fluorovodík a oxid siřičitý. I přes tyto vlastnosti jde o důležitou sloučeninu při přípravě perfluorovaných uhlovodíků, z nichž některé nacházejí využití ve farmacii a chemickém průmyslu.

## Výroba
SF4 se vyrábí reakcí SCl2 s fluoridem sodným v acetonitrilu:
3 SCl2 + 4 NaF → SF4 + S2Cl2 + 4 NaCl
Vysokého výtěžku lze dosáhnout i reakcí síry, fluoridu sodného a chloru za teploty 225–450 °C.
S + 2 Cl2 + 4 NaF → SF4 + 4 NaCl
Za nižších teplot (20–86 °C) lze SF4 připravit oxidací bromem místo chloru:
S + 2 Br2 + 4 KF → SF4↑ + 4 KBr

## Reakce
Hydrolýzou vzniká oxid siřičitý:
SF4 + 2 H2O → SO2 + 4 HF
Meziproduktem této reakce je thionylfluorid, SOF2, což ale zpravidla nebrání využití SF4 jako reaktantu.

## Struktura

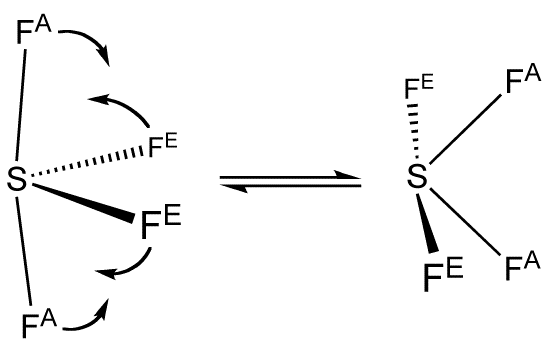
Pseudorotace molekuly SF_{4}

Síra má oxidační číslo +4, takže fluorid siřičitý nese jeden nevazebný elektronový pár. Strukturu SF4 lze odvodit pomocí teorie VSEPR, výchozím tvarem je trigonální bipyramida, jedna z ekvatoriálních pozic je obsazena nevazebným elektronovým párem. Molekula má tedy tvar houpačky, úhel F-S-F v ekvatoriální rovině se zmenší ze 120° na 101,6°. V molekule se vyskytují dvě rozdílné vazebné délky S-F: S-Fax = 164,3 pm a S-Feq = 154,2 pm. 19F NMR spektrum obsahuje pouze jeden signál, to ukazuje na přítomnost pseudorotace, která zaměňuje axiální a ekvatoriální fluoridové ligandy.

## Využití
V organické syntéze se využívá k přeměně skupin COH a C=O na skupiny CF a CF2. Alkoholy jsou převáděny na fluorouhlovodíky, ketony a aldehydy poskytují geminální difluoridy.

## Toxicita
SF4 reaguje se vzdušnou vlhkostí v plicích za vzniku prudce toxických látek:
SF4 + 2 H2O → SO2 + 4 HF